# Papo de Alexandria
Papo de Alexandria, em grego clássico: Πάππος ὁ Ἀλεξανδρεύς; romaniz.: Páppos hò Alexandreýs em latim: Pappus Alexandrinus (Alexandria, c. 290 – c. 350), foi um matemático grego da Antiguidade Tardia, um dos últimos e mais importantes da Grécia Antiga. Geômetra, foi também um importante pesquisador e autor de textos sobre cientistas da  antiga civilização grega.
Sua principal obra é a Συναγωγή, transl. Synagoguē (c. 340) ou, em latim, Mathematicae collectiones (em português, Coleção Matemática), um tratado de matemática escrito na língua grega, em oito livros (dos quais o primeiro e parte do segundo se perderam), contendo relatos e novas provas, além de temas suplementares, para várias proposições de Arquimedes, Euclides, Apolônio e Ptolemeu, entre outros, sobre superfícies de revolução, planos, sólidos e lineares. Papo também é conhecido por seu teorema do hexágono, em geometria projetiva.
Descobriu vários teoremas precursores da geometria projetiva, pesquisou o chamado Problema de Dido ou Isoperimétrico e, curiosamente, demonstrou que, dentre as formas que as abelhas poderiam ter empregado para fazer seus favos, a adotada é aquela que mais economiza cera. Suas conclusões foram o ponto de partida para a invenção da geometria analítica por Descartes, treze séculos depois.
Em seus escritos sobreviventes, Papo não dá nenhuma indicação da data dos autores cujas obras ele faz uso, ou do tempo quando ele mesmo escreveu. Uma data verificável vem da datação de um eclipse solar mencionado pelo próprio Papo. Em seu comentário sobre o Almagesto ele calcula "o lugar e o tempo da conjunção que deu origem ao eclipse em Tybi (é o quinto mês dos antigos calendários egípcio e copta) em 1068 depois de Nabonassar". Isso seria 18 de outubro de 320, e então Papo deve ter estado ativo por volta de 320.
Papo e Diofanto foram os dois principais matemáticos da chamada Idade de Prata da Universidade de Alexandria (250-350).
Papo também escreveu sobre música e hidrostática. Morreu na Grécia, em local desconhecido.